# 楚南禅师
釋楚南，又名楚南禪師，俗姓張氏，唐代福州僧人，法嗣於黃檗希運禪師。
幼年投開元寺曇藹禪師出家，二十歲時於五台山受具足戒，隨後赴趙郡學習小乘相部律，又赴上都研習《淨名經》。於會昌法難以後，楚南禪師入住杭州千頃山慈雲禪院，大振黃檗禪風，專行禪定。

## 弘法
唐杭州千頃山楚南傳記載乾符四年，蘇州太守周慎嗣，請楚南禪師住於寶林院，又請居支硎山。於五年昌化縣令徐正元與紫溪戍將饒京，同請召住於千頃慈雲院。光啟三年前兩浙武肅王錢氏，禮請師下山供施說法。
楚南禪師春秋七十，僧臘五十六，遷塔于院西隅。大順二年（891）宣州孫儒侵擾錢塘，手下士兵打開楚南禪師之塔，發現楚南禪師全身儼然，爪發俱長，驚恐不已，乃悔罪而去。

## 師承
- 黃檗希運

## 公案軼事
曾於前往拜謁常州芙蓉太毓禪師（馬祖法嗣）。芙蓉禪師一見楚南，知其因緣不在於此，於是對他言說：“吾非汝師。汝師江外黃檗是也。”楚南禪師于是前往江西参訪黄檗禪師。

## 著作
- 《般若經品頌偈》
- 《破邪論》

## 外部連結
- 峨眉山大佛禅院 楚南禅师[]